# SDガンダムフォースの登場勢力
SDガンダムフォースの登場勢力（SDガンダムフォースのとうじょうせいりょく）はアニメ『SDガンダムフォース』に登場する組織、国家について記述する。

## ネオトピア
市長はマーガレット・ギャザームーン。中心部には街のシンボルであるネオトピアタワーが聳え立っている。人とロボット（モビルシチズン）の共存を実現した理想郷とよばれる都市で、市長の意向により芸術活動も盛んなようである。エピソードテーマは「友情」。パーソナルマークは、ネオトピアタワー。
その昔、ネオトピアになる前のこの国では人型兵器（モビルスーツを彷彿させる）を使った悲惨な戦争が起こり、荒廃し滅びかけていた。これを反省し、ロボットと人間が豊かに暮らせる理想郷をと作られたのがこのネオトピアである。このため、あらゆる武装火器の携帯や使用を禁ずるだけでなく、リアル頭身のロボットは作ってはいけないという法律があり、リアル頭身のロボット達は戦争による悲劇の戒めとしてネオトピアタワーの下に埋葬されている。
これらは本編では描かれておらず、あくまでネオトピアの決まりなどにおけるコンセプトの根拠を示す裏設定である。しかし、後半における誤った未来世界においては、それを彷彿させる地獄絵図が描かれている。
ラクロアと天宮の存在する世界ソラディオラーマとは別の次元に存在するとされ、ダークアクシズの侵攻を事前に察知し秘密裏に次元防衛組織S.D.G.を設立していた。しかし、実際はソラディオラーマとネオトピアは同次元にあり、ラクロアと天宮はネオトピアの未来の世界である。しかし、ダークアクシズの侵攻によって繋がりが絶たれ、それとは別次元となってしまっている。
物語の主人公の一人であるシュウトの家はネオトピアの郊外にある。
登場するモビルシチズンとモビルディフェンダーは『SDコマンド戦記 G-ARMS』の登場人物（G-ARMS側）をベースに宇宙世紀の地球連邦軍所属のモビルスーツをモチーフにしている。

### 組織
S.D.G.
ネオトピアの自衛組織。正式名称は「スーパーディメンショナルガード（Super Dimensional Guard：超次元防衛軍）」。2年前に次元を超えて翼の騎士ゼロが現れ、ダークアクシズの存在が明らかになったことがきっかけとなり設立された。マーガレット市長が承認し、最高責任者のハロ長官が率いている。衛星軌道上から吊り下げられた空中基地「ブランベース」を司令部としている。基本的にSDGは防衛を目的としている組織のため、モビルアタッカー（攻撃兵）は一人もいない。
ダークアクシズのネオトピア侵攻に対し、独自に設計した戦闘用ロボット（モビルディフェンダー）の他、ラクロアの騎士ガンダムや天宮の武者頑駄無の協力を受け、これに立ち向かっていく。なお、ネオトピアの一般市民にはダークアクシズの侵攻が本格化するまで、その存在と活動は隠蔽されていた。なお、後にブランベースは破壊されたため、基地機能は地上に移された。モビルシチズン系の隊員は主にジム系で構成され、潜水機などの大型装備品や特殊隊員は主にボールが担当している。
隊員はそれぞれノーマル・ブロンズ・ゴールドの各エンブレムをつけている。
所属モビルディフェンダーのモチーフは一年戦争末期に開発されたMS やロンド・ベル所属のMSが元となっている。
パーソナルマークは一般はS.D.G.が書かれたエンブレム、隊長クラスは翼の付いた十字とGFが描かれたエンブレム。
ガンダムフォース
キャプテンガンダムを戦闘隊長としたS.D.G.の特殊部隊。キャプテン以外の主要メンバーとして、彼の教官であり参謀格のガンバイカー（ガンパンツァー）、航空防衛戦闘員であるガンイーグル、特殊水中作業・工作・救助要員であるガンダイバーズがいる。後にシュウト・爆熱丸・ゼロ・元気丸・リリ姫が参加。マドナッグも本来はここに所属していた。メンバーはゴールドのエンブレムをつけている。
次元パトロール
異次元の警備、調査などを行っている組織。後日談でキャプテンガンダム、ゼロ、爆熱丸、シュウト、リリ姫はこの組織に参加した。

### モビルスーツ・システム
ガンダム
SDGによって制作されたモビルディフェンダーの中で、もっとも高性能かつ主戦力として作られたガンダミウム合金を持つロボット。騎士ガンダム・武者頑駄無と違う点は、彼等は純然たる機械であるという事。
短期間でのバージョンアップやパワーアップが可能だが、生命体でないために自己回復が不可能であり、常に人間もしくは技術者・メンテナンスシステムが必要不可欠である。
GP-01/GP-04
キャプテンガンダムとマドナッグに付けられているコードネーム。キャプテンガンダムにはGP-01、マドナッグにはGP-04と付けられている。02と03は存在しない（または未登場）。
由来はそれぞれのオリジナルである、『機動戦士ガンダム0083 STARDUST MEMORY』のガンダム開発計画における、GP-01とGP-04から。
ソウルドライブ
キャプテンガンダムなど、限られたロボットに装備されている特殊動力源。開発者は不明。ネオトピアのロボットは基本的にこれを装備しているという説もあるが、そうだとしてもキャプテンガンダムに装備されているものは特別なものと言える。
人間との心のシンクロにより、その力を無限に発揮させることが可能で、稼動すると眩しい光を放ち、最大限の輝きを見せるときはさながら太陽を閉じ込めた小さな光球である。模造品もあるが、正規品は確認される限りGP-01キャプテンガンダムとGP-04マドナッグ（ガーベラ）が装備。
キャプテンシステム
キャプテンガンダムの名前の由来でもある特別なシステム。ハッキング等で脅かされたモビルシチズン達の精神に直接アクセスし、的確な指示を与える事で正常な状態に戻す事ができる。しかし逆を言えば彼等を意のままに操ることも可能であり、装備されるのは後にも先にもキャプテン1人に限定されている。
モビルシチズン
ネオトピアに住むロボット達（一般市民）の総称。キャプテンガンダムを含めSDGメンバーは平常時は彼等に紛れて行動している。
モビルアクター
役者活動をしているモビルシチズンの総称。原則として武器の所持を認められていないネオトピアにおいて（SDG隊員は一般モビルシチズンとして武装を偽装もしくは解除）、ゼロと爆熱丸は武器の所有を隠すため、撮影用の武器を所有するモビルアクターとしてシュウトの母けい子やセーラから認識されている。完全善大将軍もその豪華な格好や威厳ある振る舞いからそう見られた。
モビルディフェンダー
キャプテンガンダムを初めとしたネオトピアを守る戦闘用ロボットの総称。武器を持つことを許されないネオトピアにおいて唯一武器を持つことを許される存在である。
可変型モビルディフェンダー
人型のモビルスーツ形態、戦闘機・戦車型のモビルアーマー形態に変形する機能を持ったモビルディフェンダー。この機能が搭載されているモビルディフェンダーは、ガンダイバーズ（ガンチョッパーズ）とガンパンツァーのみ。

### 建築・建造物
ブランベース
S.D.G.の基地。責任者はハロ長官。自力で浮いているのではなく、衛星からのサテライトワイヤーによって吊られている。普段は下の方を人工雲で覆い、地上からは見えないよう秘匿されている。
各部が必要に応じてドッキングする構造になっている。サテライトワイヤーはガンダミウムが使われているため非常に頑丈だが、中間地点を繋ぐジョイントのみ脆弱で、そこを攻撃されると落下してしまう（漫画版では虚武羅丸がジョイント部を止めているボルトを緩めて落とそうとしていた）。基地下部には複数のブースターが設けられており、若干の自力浮遊は可能。
中盤では自らワイヤーを外し、落下による攻撃（通称：怒りの空手チョップ）でビグ・ザムを撃墜した。終盤では修理されたのかまた宙吊りになっている。
なお、ブランはフランス語で「白」と言う意味で、英語で読むとホワイトベースとなる。
ロボクリニック
悪の心に染まったロボット達を更生させるための施設。通称「白い部屋」。平和の尊さを伝えるためのギミックが備えられており、壁にはネオトピアの映像などを上映できる装置がある。ザッパーザクはここに入れられ、結局効果のほどは無かったようだが、今まで嫌っていた有機物が平気になっている所からして全く無意味ということも無いようである。なお、ザコソルジャーなどからは、まるで洗脳施設であるかのように恐れられている。
次元転送装置
ベル・ウッドが開発した装置。その名の通り次元を移動することのできる画期的な装置だが、未完成で、ザクレロゲートという羅針盤的装置が無いと使えない。一度は爆熱丸に破壊されてしまった。ゲーム版（次元海賊デ・スカール）では微妙に設定が違ったため、この装置が完成した状態で登場し、キャプテン達の移動手段となった。
換装リング
モビルシチズンモードなど、SDG基地外でキャプテンが戦闘形態になるために使用する移動式整備機械。キャプテンシステム発動のための専用装置も兼ねる。単独での飛行が可能である。
キャプテンシステムの作動中、マグナムサイに撃たれたキャプテンとともに海に落下しキャプテンにヘビーウェポンを装備させた後、そのまま海に沈んでしまったがその後海から引き上げたのか新しく作ったのかガンダムサイに格納されている。
もっとも、その後のミノフス境界ではモビルシチズン形態に換装する必要が無かったため、あまり使用はされなかった。
ガンダムサイ
ダークアクシズの母艦「マグナムサイ」を改良、白にペインティングしたS.D.G.の反撃に使われた母艦。操舵はライミが行っている。自己修復機能を有しており、終盤では騎馬王丸により半壊されてしまったが、最終回間近で修理が完了した模様。
武装はボールを模したビーム砲。デザインはムサイの艦橋をガンダムの頭に代えたもの。コムサイは無いので艦首のドッキングベイはそのまま換装リングの格納庫となっている。次元パトロールにおいては、後にΖガンダムサイに改良され、さらにガンダムサイとほぼ同型艦である黒いガンダムサイも出航している（ガンダムサイMK-IIであると思われる）。
ガンペリー・トランスポーター
キャプテンたちが移動する時に使う輸送機。また、ハロ長官専用機は白いペインティングがなされている。
『機動戦士ガンダム』のガンペリーが元デザイン。
デカボー
シュウトやS.D.G.隊員が乗るボール型の乗り物。デカボーチョッパーやデカボーダイバーなどのバリエーションがある。
『機動戦士ガンダム』のボールが原型。

### シュウトの発明品
タコ
シュウトが3話において自分で作ったタコ。空中から安全にキャプテンを支援できるようにと作られたものだが、木槌やボンドを発射して援護することも出来る。しかしその回の終盤で墜落、破壊される。
マグネローラー
シュウトが4話において愛用のローラーシューズに磁力機能をつけたもの。磁石がくっ付くものであればどこにでも張り付くことが出来る。ONとOFFも自由にできる。
ボイスチェンジャー
シュウトが4話において開発した発明品。どんな声でも真似することが出来る。
シュウトボンド
その名の通り、シュウトが使う自衛用の武器。最初はタコなどを作る際に使っていた強力接着剤だったが、後に接着力を改良したのかシュウトボンドという名前がつくようになった。バックパックのビームサーベルの柄の形をしたものから発射される。

## ラクロア
『SDガンダム外伝』のラクロア王国がモデルとなったソラジオラーマ世界の騎士社会国家。精霊の樹と呼ばれる大樹とそれを管理するラクロア王家が統治する。エピソードテーマは「愛」。パーソナルマークは、地球連邦軍の十字勲章が描かれたエンブレム。
精霊魔術が発達している国であり、王族・ガンダム・MS族の大部分が自身と契約した精霊による魔法を駆使する。
三国の中では唯一ダークアクシズに敗北してしまい、本編開始の2年前にトールギスとデスサイズによって滅亡。ゼロを除いた騎士ガンダムとMS族のほとんどがダークアクシズに連れ去られてジェネラルジオング再生のための材料にされ、人間と動植物はほぼ石化するなど被害も最も大きく、最終回まで国の機能は石化によって凍結されていた。
町全体を精霊の樹が覆っているようになっており、プリンセスローズなど美しい花々が飾られている。また、住民達のファッションは、それぞれかなり特徴的なものになっている。これらの魔法などは、ネオトピアにおける人間とロボットの共存のコンセプトを受け継いで進化した結果である。
設定上では近隣にブリティス王国など他国が存在するらしいが、本作では未登場。尚、この作品に登場している騎士ガンダムと人物は『新機動戦記ガンダムW』をベースに『SDガンダム外伝 円卓の騎士編』及び『新SDガンダム外伝 鎧闘神戦記』に登場するモビルスーツ・人物がモチーフとなっている。

### 人・集団
騎士ガンダム
精霊の樹によって生み出されるガンダミウム細胞を持つ生命体。現在、ラクロア周辺の騎士ガンダムはゼロ以外存在しない。
ネオトピアのガンダム、天宮の武者頑駄無と違う点は、彼等はマナクリスタルと呼ばれる卵状の物体から孵化する為に製作者＝親という者を持たずに誕生する。そのあたりの構造メカニズムは不明だが、ゼロの証言によれば、生まれた時にはある程度の知識を有し、子供ではなく成体で生まれてくるらしい。精霊と共に生まれることから精霊の化身と呼ばれており、神聖視されている。
人間族との混血は不可能と言われており、この慣習が悲劇を生む。
ラクロア騎士団
ラクロアにいる選りすぐりの騎士達の集まりの中で最も強く美しいとされる騎士達の集団。
ラクロア親衛隊
熱砂の騎士ロック、翼の騎士ゼロ、氷刃の騎士ディード、紅蓮の騎士バトール、青銅の騎士ナタクからなる、ラクロア騎士団で最も強く優れた騎士の集まり。ゼロとディード以外は皆ジェネラルジオングに吸収された。
モデルはオペレーション・メテオにて投入された5機のガンダムタイプ。
ラクロア反乱軍
トールギス・ヴァイエイト・メリクリウス以下、騎士ガンダム以外のMS族が在籍していた。実力はありながらラクロア騎士団に入れなかったトールギスはこれを妬んで反乱を起こす。
モチーフは『新機動戦記ガンダムW』のOZ及びホワイトファング。

### 精霊
ラクロアに存在する特殊な生物。「目に見える姿」という形では今のところラクロアのみだが、「目に見えぬ形」であるのならば、天宮・ネオトピアでも存在する。火・土・水・風・光・闇。そしてこれらを統括する存在を合わせて七曜と呼ばれている。大抵は精霊界や近所そこらを半実体状態で漂っており、基本は触ることができない。状況によって自身を物質化し、その一部を契約者の武具として与えたり、自分自身を武器化する。
精霊は、ンンと呼ばれる最小の精霊が何らかの法則にのっとり収縮した姿で、自身のマナを大量消費した場合はンンの姿になり回復するまで一旦姿を消す。
上位精霊になるほど精霊の種類と総数は少なくなり、特に神獣・聖獣クラスになると各一体ずつしか存在せず、同じ時期に同じ神獣・聖獣は一体しか存在しない。
マナ
精霊を意味する言葉。あるいは精霊の持つ力を示す。
個々の精霊によって「〔～〕のマナ」（〔〕には火・土・水・風・光のいずれかが入る）という名称が存在し、スティールドラゴンが統治する闇の精霊の力は「ダークネス・マナ」と称す。
七曜
ラクロア世界の魔術理論において、系統化される魔法原理の元。精霊の力を総称する言葉として七曜が使われる。
上位精霊から数え、精霊王スペリオルドラゴン・光の聖獣フェザードラゴン・闇の聖獣スティールドラゴン・火の神獣フェニックス・土の神獣ヨルムンガルド・水の神獣ユニコーン・風の神獣グリフォンがそれぞれの属性を持つ精霊の頂点に立つ。
精霊王スペリオルドラゴン
第一位精霊であり、全ての精霊の頂点に立つ存在。フェザードラゴンとスティールドラゴンが合体にすることによって生まれると思われていたが、真偽は不明。
人間をガンダムに、ガンダムを人間にする力を持つとされ、リリ姫と結ばれるため人間となろうとしたデスサイズはスティールドラゴンとフェザードラゴンを手に入れてこのスペリオルドラゴンの復活を企んでいた。
実態は不明だがガンダムフォースのマークの形と類似しており、最終決戦の折にスペリオルドラゴンらしき光をキャプテン、ゼロ、爆心丸が発現させリリ姫が目撃する。
名称は『SDガンダム外伝』シリーズのスペリオルドラゴンより。
ラクロア2大聖霊
第二位精霊である、光の精霊達の長であるフェザードラゴンと闇の精霊の長であるスティールドラゴンの事。それぞれラクロアを救う秘宝・精霊の卵として、英知の園に厳重に封印・隔離されていた。
フェザードラゴン
別途参照
スティールドラゴン
別途参照
スチームドラゴン
ガンダムエースで連載されていたSDガンダムフォースのパロディ編『ザコザコフォース』に登場。スティールドラゴンにおけるフェンのような存在。ザコに首輪のようなもので先導された。
四神獣
火・土・水・風の精霊達の最高峰に立つ第三位精霊、風の精霊の長であるグリフォン・火の精霊の長であるフェニックス・水の精霊の長であるユニコーン・土の精霊の長であるヨルムンガルドからなる。通称・ラクロア四神獣。通常はラクロア城を四方向から守っているが、トールギスに奪われたグリフォン以外は所在は不明。
グリフォン
別途参照
フェニックス・ヨルムンガルド・ユニコーン
所在不明。属性面からの考察からして、南を守護するのが火の神獣フェニックス、北を守護するのが土の神獣ヨルムンガルド、東方を守護するのが水の神獣ユニコーン、西を守護するのが風の神獣グリフォンと思われる。
ンン
ラクロア最下級の聖霊でクラゲのような形をしている。火・土・水・風どの系統に属するかは不明。時にンンの川とよばれる、ンンが集まったときに生まれるエネルギーの川が起きることがあり、その時のエネルギーの本流は侮れない（水ではないので息をすることは可能）。
その本質は精霊の力の最小単位とも言うべき存在であり（細胞のようなもの）、これらが何らかの事情にのっとり集合化する事で精霊になる。精霊が力を失った場合は大量のンンになり復活の時を待つ。非常に弱い存在であるため、侮蔑用語としても扱われる。

### 魔法
精霊との契約を結ぶ事により、騎士ガンダム・MS族・人間が使用することの出来る現象。個々に契約した精霊によって力は異なり、より強い精霊と契約する事で力は増すが、精霊は一度に一人の人間のみしか契約する事ができず、精霊の数は上限が決まっている上、ある程度のランクの精霊ならば数的に問題は無いが、より上位になる程精霊の数は少なくなるため、契約は困難となる。
魔法発動時には詠唱や身振り手振り、魔法陣といった手続きが必要。ただし、契約精霊の度合いによるがたいした力を必要としない弱魔法だと予備動作が不必要な場合がある。
物語開始前のラクロアでは、光と闇の精霊が封印状態だったため、火・土・水・風の四種の魔法が発達。光の精霊魔法については詳細はないが、闇の精霊魔法については「堕落した悪しき魔法」として忌み嫌われている。
アイフィールド
ゼロやリリ姫が使うバリアーのような青色の光の壁。マシンガンの弾やビームライフルの光弾・猛禽丸の「猛禽絶倒破」をも跳ね返す反面、大打撃や大銃撃に打たれ弱い。
元ネタは多数のガンダム作品に通ずる特殊技術Iフィールドから。
次元転移魔法
リリジマーナ姫が五人の賢者の力を借りて行ったバージョンと、デスサイズが個人の魔力のみで行うバージョンの2種類がある。リリジマーナ姫が四聖獣の力を借りた上空への水平魔法陣に対して、デスサイズは系統が異なる縦置きの魔法陣で使用。
ネオトピアの次元転送装置にあたいし、別世界への移動を可能とする。ゼロもこの魔法を唱えられるが失敗した。トールギスも下方向へむけて異次元へ通じる魔法陣を唱えられるが、上記と違い目的を選べず、ミノフス境海直行である。
その他の魔法については、各ラクロア登場人物の項目を参照。

### 魔力アイテム
フェンの羽
光の精霊フェザードラゴンの羽。正式な契約を結んでいないゼロとの橋渡しの役割を持つような描写がある。爆熱丸の、完全善大将軍から渡された印籠の爪楊枝と共に、バグバグによる石化を解除する白バグバグ誕生の発動の鍵となる。
マナクリスタル
精霊の樹から湧き出る、騎士ガンダムと精霊の源。特に特殊な物は聖霊の卵とも言われ、ラクロアの清き水の流れにより全土へ広がり、騎士ガンダムや聖霊が生まれる。

### その他
バグバグ
有機物や人間を石に変えてしまうことができる虫型の小型メカで、主にザコソルジャーのビットに似た銃器から撒かれる。ガンダムやモビルシチズンを石にすることはできない。別名、子バグバグ。
後にこの内の一匹がフェザードラゴンの羽根と完全善大将軍の託した印籠によって白バグバクとして変身した。
原型となったモビルアーマーは『機動戦士ガンダム』のビグロ。
親バグバグ
ラクロアに存在する巨大バグバグ。子バグバグを生産・放出する事が出来る。別名バグバグギガンテス。石化は本編上では悪として捉えられているが、実際は有機物をコールドスリープさせるためのメカであった。
白バグバグ
石になった有機物や人間を元の姿に戻すことのできる虫型の小型メカ。別名、白子バグバグ。
電脳世界にてとあるサーバー内にあったバグバグにフェンの羽根と完全善大将軍の印籠からの光が合体して生まれた。
通常のバグバグとの違いは文字通り純白色で、羽根がフェザードラゴンのものになり、胴体に善の文字が浮かんでいるのが特徴。
ラクロアではリリ姫だけを元に戻そうとしたデスサイズが偽のリリ姫を使ってこれを奪おうとしていた。
親白バグバグ
石になった有機物や人間を元の姿に戻すことのできる虫型の小型バグバグを生産・放出する事が出来る。本当は、この白バグバグは元のバグバグとセットで存在していたが、なんらかの理由があって姿を消してしまったようである。

### 地名
精霊の樹
ラクロア城と一体化した巨大な大木。代々ラクロア王家が管理し、内部から沸き出でる聖なる水からはマナクリスタルが生み出され、精霊とその化身たる騎士ガンダム達が生まれる。
ダークアクシズ侵攻時に緊急事態として王家より封印が施され機能を停止。ラクロア滅亡後に騎士ガンダムを生みだせる事に注目したダークアクシズは、ジェネラルへ捧げるためにトールギスとデスサイズに復活を求める事になった。
最終回で封印が解かれ、新たな精霊と騎士ガンダムを生み出すべく佇んでいる。
精霊の泉
ラクロア各地に流れる泉で、これらに乗って精霊や騎士ガンダム達は各地で誕生する。精霊の樹を含め、これは惑星再生のためのテラフォーミングマシンという設定がある。
英知の園
ラクロアから遠く離れた場所に存在する。正確には谷ではなく、人よりもはるかに巨大な足跡らしき場所の、その一つの地下に作られた謎の遺跡。
ラクロアの全知識を納めた図書館であったが、禁断の闇魔法とともにラクロア王家により遥か昔に封印された。その入り口は、平原に存在する巨大な足跡群の中の一つに隠されており、内部には古代語で記された精霊の系統図が遺されていた。精霊達の完全な系譜図を含める、文献・伝承から存在・記述が抹消された事柄の全てが収められている膨大な知識の宝庫。
スティールドラゴンはここに封印されていた。
ダークホール
英知の園と並び、何故ラクロアに存在するのか一切の説明がなかった場所。
精霊界との干渉ができない＝魔法が使用できない特殊な空間であり、主に犯罪者の流刑地として使われている。逆を言えば魔法を使わない（使えない）存在にとっては、脅威にはならない空間。
ただし精霊自体はそこで活動することが出来る為、ダークホール内部に契約精霊がいる場合は魔法の使用が可能。

## 天宮
武者ガンダムシリーズの舞台となる島国・天宮をモデルとしたソラジオラーマの武家社会国家。エピソードテーマは「親子」。パーソナルマークは、爆熱丸は自分の兜の鍬形が描かれた家紋、武里天丸は折鶴が描かれた家紋、騎馬王丸は将棋に「出」の字が書かれた家紋。
最終回付近の天宮地図で島国である事が判明。ラクロアとは地下で繋がっているが何故なのかは説明無し。人間とMS族が混在していたラクロアと違い、住民の全てが頑駄無またはMS族で、人間族は存在しない。その為非常にやわらかい肌を持つ人間に興味を示す場合がほとんどで、『ぷにぷに』(肌の柔らかさを試すため頬を触る)をしたがる傾向がある。
代々「大将軍家」が統治を行なっていたのだが、何らかの事情により大将軍が不在となったために戦国時代を迎えている。子どもは元気丸以外、女性は全く登場しないが、戦乱から離れたところで避難して暮らしているという。
魔法といった特殊能力は殆ど存在せず、剣技による肉弾戦、兵器による近代戦、大神将・爆心の鎧といった神がかりな謎のアイテムによる戦いを駆使する。
天宮は、ネオトピア（ソウルドライブ）の発展した結果の一つであり、機械生命体として独自に進歩した果ての形である。
この作品に登場している武者頑駄無は『機動武闘伝Gガンダム』をベースに『新SD戦国伝 超機動大将軍』に登場するモビルスーツがモチーフとなっている。

### 人 関係
武者頑駄無
天宮で確認されるガンダミウム細胞を持つ金属生命体。
ネオトピアのガンダム、ラクロアの騎士ガンダムと違う点は、彼等は人間と同様の成長をし、ナノスキンシステムという再生能力を持ち、歯もある。行動全てを魔法に頼った騎士ガンダムと違い、基礎身体能力は高く、人間にもっとも近い種族である。
改造武者
体に改造を施した武者頑駄無の総称。阿修羅丸・猛禽丸・機獣丸・破餓音丸はこれに当たる。
ガンダマ（頑玉）
武者頑駄無達の生命。武者頑駄無は力尽きるとこれに戻り、天宮にて再び転生の時を待つこととなる。転生の時期は不明で、死ぬと光の球になり漂っている。
通常は武者の胸元に存在する球体で、武者本人の名前の一文字が浮かび上がる。
ナノスキンシステム
傷を自動修復するシステム。要するに自然治癒のことで、怪我をしたら時間の経過とともに治る人間と同じ事。握り飯など栄養がある物を食べると早く治る。
元ネタは『∀ガンダム』のナノスキンシステム。
名乗り
武者頑駄無達が戦いを始める前に自身の信条・名前をあげる行為。その際、頑玉から自身の名前（爆熱丸、騎馬王丸など）が実体として出てくる。
移動させることもでき、元気丸の名乗りでは、騎を気と交換している。

### 道具
オニギリ
武者頑駄無の主食にして全ての天宮出身者の大好物。具は存在しないが、最大の調味料は愛情。ナノスキンシステムの栄養として最大限の力を発揮するらしい。
印籠
ネオトピアに何の前触れもなく現れ、天宮関係者を大混乱に落とし消えていった大将軍が爆熱丸へ託した物。大将軍の力の一部が封じ込められたアイテムが収められ、ネオトピア最終決戦において、フェンと別れ際にゼロへ残されたフェザードラゴンの羽と共に、バグバグによる石化を解除する白バグバグ誕生の発動の鍵となる。
愛の教育ハリセン
爆熱丸手製のハリセン。主な用途は教育・根性鍛え直しなど。次元の狭間・ミノフス境海で作られてからは、終戦後の別れ際にゼロへ託される。ハリセンはその後形を変え、大将軍の巨大扇の原型となる。

### 馬
炎天號
別途参照
飛龍・角龍＝王将號
騎馬王丸の愛馬、機械化したらしい飛龍（左側）と角龍（右側）の二頭が引く馬車の総称。
元デザインは、『機動武闘伝Gガンダム』のゼウスガンダムの戦車（チャリオット）のハーキュリー、名前の由来は将棋の駒である飛車と角行と思われる。

### 建築・建造物
天地城
武里天丸の居城だった城で、ガンダムフォースを苦しめたメガモビルタンクビグ・ザムを29機相手にしても破壊されなかった難攻不落の城。29機目の攻撃によってようやく武里天丸は城を追われる事になった。
城の端の四箇所にはそれぞれ特別な武器が装備されているが、これが騎馬王丸の占領後に改造されたものか、元々あったものかは明確にされていない。また、正門の像はエネルギー弾を発射する家紋砲が施されている。なお、着弾した家紋砲弾は家紋が浮かび上がる。城主によって浮かび上がる家紋が変わる。
ガンダムフォースと武里天丸軍、元気丸との激戦の末機能停止し、最後は戦争終結を戦場に伝えるべく元気丸による天地城返しによって湖へとひっくり返された（その際右後方の出城の武装が大破した）。最後は戦争終結を戦場に伝えるべく元気丸によって天地城返しでひっくり返されてしまう。
元ネタは『SD戦国伝 武者七人衆編』及び『風林火山編』に登場する天地城で、デザインは『機動戦士ガンダム』のホワイトベースや『機動戦士ガンダム0083』のアルビオンを始めとしたペガサス級強襲揚陸艦。
機動武者大神将
天地城に封印されている天下無双の暴れ神。その身の丈は12m34cm56mmという細かい設定がある。大将軍の素質ある武者だけが使用できるという。これが変化して金色の大鎧になる。天宮統一の力になると言われ、前述の通り機動武者や鎧に姿を変えては、統一の大いなる力として活躍する。
コックピットならぬ制御部分は額の宝玉にあり、空間転移能力を使わないと中に入ることは出来ない。その制御方法は搭乗者の動きをフィードバックするというモビルトレースシステムを思わせる。
顔は『機動武闘伝Gガンダム』のシャイニングガンダムで、胴体はクーロンガンダムがモチーフである。

### 集団
騎馬王衆
爆覇丸を長とした猛禽丸、機獣丸、破餓音丸からなる四人の荒武者達の総称。騎馬王丸の右腕と称される。それぞれ刀を携えながらも特殊な武器を使った戦いを好む。リーダー格の爆覇丸以外の3人はガーベラによって改造された改造武者。
爆覇丸を含む騎馬王衆のデザインはカトキハジメが手がけている。
騎馬王丸がラクロアへ留学して以降、元気丸の下について天宮平定の旅に向かう。
モチーフは『機動武闘伝Gガンダム』のデビルガンダム四天王。
虚武羅忍群
虚武羅丸ノ黒を初めとした青、赤、黄、緑で構成された虚武羅丸部隊。黒は主に外の任務へ赴くが、他の四人は基本的に騎馬王丸の近辺で護衛を務めている。彼らは実力に強い自信を持っており、爆心の鎧を纏った爆熱丸を「にわか仕込み」、漫画版では試作ロケットブースターを装備したキャプテンが陸戦用であることを指して「間に合わせの空中戦用」と見下す発言をしている。
黒とそれ以外のメンバーとでは多少確執があり、失敗続きの黒を他のメンバー達は非難していた。黒以外の4人は爆心丸の爆界天昇を受け戦死、黒も騎馬王丸軍を追放された後元気もりもり軍団に加入したため、部隊としては自然消滅している。

### 地名
亜名刃遺夢山
天宮の有名な霊峰。武里天丸軍はこの山の麓にある竹林近辺に陣取っていた。
名前の由来は宇宙世紀に登場するアナハイム・エレクトロニクス。
虚武羅の里
虚武羅忍者の住む場所、森の奥深くにあり、代々騎馬王丸家に仕えている。

## ダークアクシズ
組織の首領や一部の幹部、メンバーは、ジオン公国及びネオ・ジオン、デラーズ・フリートのモビルスーツが元となっている。パーソナルマークは、ジェネラルジオングの頭部。
首領であるジェネラルの下に最高幹部であるプロフェッサーガーベラ、闇の騎士デスサイズ、騎馬王丸。その他コマンダーサザビー率いる侵攻部隊が存在する。最高幹部は（何故か）全員ガンダムである。
次元侵略の目的は「全宇宙の支配」であり、ジェネラル復活のためのガンダミウムの確保にある。しかし、実際は最終的にはすべての次元の破壊を目論んでおり、それを知っていたのはジェネラルとガーベラのみであった。
ダークアクシズにおいてはプロフェッサーガーベラ以外、基本的に物を作り出す能力を持っていないため、武器や資源の調達は他の次元からの略奪によって賄っている。人類やガンダムとは美的感覚が全く異なっており、人類や花を見ただけで「微生物」と呼び吐き気を起こすほど。
ガーベラ自身が元々ネオトピアの出身であるため（詳しくは登場人物の項目にて）、ネガティブゾーンやマグナムサイなど、製造された技術がSDGと類似、共有している部分があり、構成員の多くがG-ARMSをモチーフとしているネオトピアと対照的に『SDコマンド戦記 G-ARMS』のザタリオン帝国所属のキャラクターから来ている。
ダークアクシズは、ネオトピア、ラクロアと天宮とは違い、全く違う次元からやって来た者達である。元はロボットが不幸な形での進化を遂げてしまった世界だったが、次元の消滅をきっかけにソラディオラーマ（ネオトピアの次元）へとやって来た。これが次元の乱れに繋がり、ネオトピアとラクロア・天宮の繋がりを断つ原因となる。

### 組織
最高幹部
最高技術長官・ガーベラ、ラクロアの魔術師・デスサイズ、天宮の覇者・騎馬王丸からなる、ダークアクシズ・ラクロア・天宮の各代表者達の事。全員が異なるガンダム。なお、コマンダーサザビーはガーベラの部下であり、あくまで幹部には含まれない。
ドーガ四天王・ドーガ部隊
ダークアクシズ上層部が命令する飛行能力を有した戦闘要員集団。その中でもっとも性能が高いのをドーガ四天王と呼ぶ。共にネオトピア最終戦で登場、以降、最高幹部の手足となる。
武装はドーガ部隊はビームライフルとバルカン、ブルードーガを除くドーガ四天王はウィングにミサイルが施している。総じてガーベラが製作した戦闘用の中でも比較的攻撃的な思考や性能を誇り、相手がかつての仲間であっても躊躇なく攻撃を仕掛ける。
パーソナルマークは、ネオ・ジオンに似たエンブレムで、構成メンバー全員は『SDコマンド戦記 G-ARMS』のメッサードーガ（及び出典機であるヤクト・ドーガ）をモチーフとしている。
ネオトピア侵攻部隊
コマンダーサザビーが率いる侵略部隊。隊長にザッパーザク、グラップラーグフ、デストロイヤードム。雑兵にはザコソルジャーで構成されている。

### モビルアーマー・ユニット
飛行ユニット/水中ユニット
一般兵や部隊長が空戦海戦時に装着するバックパック。飛行ユニットは空中戦に優れ、高速で飛びながらミサイル攻撃ができる。水中ユニットは水中戦に優れて素早く移動することができ、武器は魚雷。
飛行ユニットは『機動戦士ガンダム』のドップ、水中ユニットはズゴックEやハイゴッグのオプション装備であるジェット・パックがモデル。
メガモビルタンク ビグザム
ダークアクシズがネオトピア侵攻のためブランベースに直接送り込んだ重戦車型モビルアーマー。
武器は腹部のメガ粒子砲、腰部周囲のトゲミサイル、両肩部のカッターブーメランの他に、内部にはスーパースペシャルウルトラジャンボミサイルが搭載されている。コクピットは三人乗りの複座式かつ回転式となっている。
キャプテンガンダムやガンイーグルのビームライフルによる銃撃を物ともしない防御力とその圧倒的なパワーでブランベースを陥落寸前に追い込むが、最後にはビグザム自身が落下するブランベースの下敷きになってしまった。
天宮でも登場しているが、天地城を落とす際に29機を失ってしまった。戦後、破壊された全てのビグザム修復され、次元パトロールの指揮下で運用されることになった。
『機動戦士ガンダム』のビグ・ザムがモデル。
フライトボード
グラップラーグフが愛用している小型戦闘機。武器はミサイルのみ。操縦はレバーを使って操縦する。なお、この戦闘機はダークアクシズが強奪したものである。その後はガンダムサイに保管されていたが、ザッパーザクによって放棄される。
『機動戦士ガンダム』のザクやグフが乗っているドダイYSがモデル。
ギャロップタンク
デストロイヤードムがいつも連れているホバークラフト。中にはチェーンソーやハンマーや2連ライフル・ビームバズーカやジャイアントバズなどが入っている。その後はガンダムサイに保管されていたが、ザッパーザクによって放棄される。
『機動戦士ガンダム』のギャロップがモデル。
コントロールホーン・コントロールキャリア
ロボットを操ることのできる機械。ガンダミウムを持つ者には通用しない。コントロールキャリアはコントロールホーンを多数装備して発射することで広範囲にばら撒くことができる。物が作れないダークアクシズにとっては重要な戦力補充（強制徴兵）兵器である。
本編で具体的に洗脳されたのは、クレーンロボ・白鳥号・市長ロボ・列車兄弟・アニー・グリパパの7体で、漫画版に洗脳されたのは、ロードローラーロボ・鳩時計ロボ・スフィンクスロボの3体。またコマンダーサザビーが攻めてきた際は数え切れないほどのモビルシチズン達が洗脳された。実際の効果は洗脳というより機械を凶暴化させることであり、コムサイに誤って大量につけられた際はコムサイが暴走してしまっている。
なお、待機形態はゾックをモチーフとしている。

### システム
ソウルドライブ（模造品）
キャプテンガンダム達の持つネオトピア・SDG製以外のソウルドライブのこと。コマンダーサザビー、ジェネラルジオングが装備している事が確認されている。一部では邪悪な心を映す反ソウルドライブと表記されていた。
ガーベラシステム
電子的虚数空間ネガティブゾーンを作り出し、相手を洗脳する。キャプテンガンダムのキャプテンシステムと類じるが詳細は不明。ガーベラが使用する。

### 建造物
ダークアクシズ要塞
ソラディオラーマの虚空に浮かぶダークアクシズの本拠地。巨大なソウルドライブを囲むようにして三本の角が突き出したような形状をしている。
何時何処で建造されたかは不明で、ガーベラ曰く内部には多数の人間が冷凍保存されているとされるが、その真偽は謎である。
移動要塞でもあり最終局面にて天宮に直接侵攻したが、最後にはジェネラルの放ったデスレインをザクレロゲートに撃ち返され消滅した。しかし、完全に消え去ったわけではなくかろうじて存在はしている。このダークアクシズ要塞の生存が、ソラディオラーマ（ラクロアと天宮）の時間を消滅させる悪因となるため、完全善大将軍はこれを追っているようである。
その正体は、人間とロボットの関係が上手くいかずに負の進化を遂げてしまったソウルドライブの究極の姿。ジェネラルジオング自体はその端末でしかない。
ジェネラルの間
ダークアクシズ要塞最深部にして心臓部。ジェネラルの頭部が置かれ、最高幹部の集まる場所となっている。
下部に5つの溶鉱炉があり、ラクロアの騎士ガンダムたちはここで溶かされてジェネラルに吸収され、兜・武器・楯は墓標の如く捨て置かれている。
宣戦の角
ダークアクシズの侵略の証。ネオトピア編ではマグナムサイが変化してネオトピアタワーを覆ってしまった。ラクロア城付近にもこれと思われる物体が突き出している。
その正体はジェネラルジオングの体の一部で、復活後にはこれを地面から天高く生やして合体し、自分自身を巨大な要塞のようにしてしまった。
ミノフス境界やラクロア、ネオトピアに開いた次元の穴からも出現し、小型なものはファンネルのように飛ばすことも可能。
マグナムサイ
ダークアクシズの母艦。主砲はザッパーザク達の待機室にもなっている。司令官兼艦長であるコマンダーサザビーは、普段は艦橋に待機している。なお、艦橋の形はゲルググヘッドになっている。
元ネタは『スーパーGアームズ』に登場するブラッディアで、元デザインは『機動戦士ガンダム』のファルメル。
コムサイ
マグナムサイの先頭に逆さまに搭載されている小型輸送機。中にはザコソルジャーがたくさん入っているため普段ザッパーザクはその上に乗っている。ビーム砲がメイン。中盤では新しくなり配色が金になり、ビットが新しく増えた。
初号機はグラップラーグフの仕掛けた起爆装置により爆破（漫画版ではキャプテンガンダムにより大破）、新型はコントロールホーンによる暴走とガンダイバーズにより破壊された（漫画版では機体内にあった自爆装置をザッパーザクが踏んでしまい爆破）。
デザインはコムサイで、新型コムサイの武器のビットはエルメスの武器のビットから（ただし、ビームライフルの銃撃を別のビットに反射し打ち返すなどサイコガンダムMk-IIのリフレクタービットのような機能が搭載されている）。

### 解説コーナー
ザコザコアワー
ザコソルジャー三名が漫才的なステージで、作品の謎や設定を彼等なりに解説してくれるコーナー。キャストのアドリブが度々入ってきたり、時たまゲストも登場する。
基本的な役割は進行担当の赤マイクが「いやいやいやー」と進めていき、解説役の青マイクが「ちがうんですよそうなんですよー！」と混ぜ返し、質問担当の黄マイクが「でもでもでもー！」または「はいはいはいはーい！」と質問していく。ただし、大抵はコロコロと役割が入れ替わる。ちなみに舞台はマグナムサイ（ガンダムサイ）の船倉にある。
DVD-BOXでは特典として「ザコザコディスク」なる「ディスク自体がザコザコアワー」と化したものが付属されるなど、本作品のサブコーナーとして定着している。
ポンポンアワー
一度だけ行なわれたポーンリーオーだけで構成されたザコザコアワー。相手に突っ込みを入れるとサイコロ化して、人数が減ってしまう。
ザコブッシアワー
天宮編より短期間だけ行なわれたザコブッシ三名によるステージ。東方不敗マスター・アジアの台詞のパロディの「馬鹿ザコがぁぁっ！」という台詞で突っ込むのがお決まり。

## 共通
ガンダム
各次元に必ず存在するというガンダミウムを持つ存在。ネオトピアがある次元では人間によって作られるロボット、ソラディオラーマ世界では純然たる生命体。各個については該当項目を参照。殆どの場合においてかなづち(身体構造上泳ぎに適さない)である。
ガンダミウム
全てのガンダムに使われる金属。ネオトピアでは特殊合金、ラクロア・天宮のあるソラディオラーマでは金属細胞に似た物。純度は低いがMS族にもガンダミウム細胞が存在する。
ジュネラルジオングは復活のためガンダミウムを求め、プロフェッサーガーベラはこれを求め次元を征服していた。デスサイズと騎馬王丸はダークアクシズから協力を得る見返りとしてガンダミウムを、つまり仲間であるガンダムを差し出す事を条件に傘下に入った。
ガンダリウム合金が名前の由来。
MS（モビルスーツ）族
ソラディオラーマ世界において、ガンダム以外のガンダミウム細胞を持つ種族の総称。ラクロアのトールギス・ヴァイエイト・メルクリウス、天宮の金鶴・銀鶴・野歩士が該当。繁殖方法は頑駄無と大差ない模様。泳げるかどうかは記載無し。
MS（モビルスーツ）
ガンダミウムを持たない機械の総称。対象となるのはネオトピアの一般ロボットやダークアクシズのコマンダーサザビー、ザコソルジャーなど。
ソラディオラーマ
ラクロア・天宮の存在する次元世界（平行世界）。他にも色々な国が存在する。天宮とラクロアの地下には巨大な洞窟があり、二国を行き来できるという。
実際は遠い未来のネオトピアであるが、ダークアクシズの干渉により現在は繋がりが断たれてしまっている。
ミノフス境海
次元と次元の狭間に存在する隙間のような場所。次元移動する際に、目的地に到達するまでの間の空間でもある。次元移動の際、明確な転移先を決定せずに移動するとここに迷い込む。マドナックのように何らかの要因があった場合、時間を超えるケースがある。
ミノフスキー粒子が名前の由来。
ミノフスの裂け目
強力なエネルギーをミノフス境海の中で放つことによって起きる現象。次元に大きな裂け目が出来、そこからは宇宙で空気が漏れていくかのように、ありとあらゆるものを吸い込む。